# Морисон, Роберт
Роберт Морисон (англ. Robert Morison; 1620[…], Абердин — 10 ноября 1683, Лондон, Англия, Великобритания) —  шотландский ботаник, зоолог, анатом и врач.

## Биография
Роберт Морисон родился в Абердине в 1620 году. Окончил университет Абердина и в 1638 году получил степень доктора философии. Морисон проводил свои научные исследования в области анатомии, зоологии и ботаники и был назначен врачом в Анже в 1648 году. Разработал метод классификации на основе сходства растений. Роберт Морисон умер в Лондоне 10 ноября 1683 года.

## Научные работы
- Morison, Robert (1680) Plantarum historiae universalis Oxoniensis [Tome 2][4][5].
- Morison, Robert (1699) Plantarum historiae universalis Oxoniensis [Tome 3][4][5].
- Morison, Robert (1672) Plantarum umbelliferarum distributio nova[4][5].

## Почести
Шарль Плюмье назвал в его честь род растений Morisona.